# تیم مک‌اینتایر
تیم مک‌اینتایر (انگلیسی: Tim McIntire؛ ۱۹ ژوئیهٔ ۱۹۴۴ – ۱۵ آوریل ۱۹۸۶) یک هنرپیشه، و نوازنده اهل ایالات متحده آمریکا بود.